# آخر هفته (فیلم ۲۰۱۷)
آخر هفته (انگلیسی: Weekends) یک پویانمایی کوتاه به کارگردانی ترور خیمنس است که در سال ۲۰۱۷ منتشر شد. فیلم تجربه شخصی خیمنس از طلاق والدینش را به تصویر می‌کشد که او را مجبور می‌کرد طول هفته را پیش مادرش در همیلتون انتاریو بگذراند و آخر هفته را نزد پدرش در تورنتو باشد. این پویانمایی در نود و یکمین دوره جوایز اسکار نامزد جایزه اسکار بهترین پویانمایی کوتاه شده‌است.